# Wang Hee-kyung
Dans ce nom coréen, le nom de famille, Wang, précède le nom personnel.
Wang Hee-kyung (née le 16 juillet 1970) est une archère sud-coréenne.

## Biographie
Wang Hee-kyung dispute les Jeux olympiques d'été de 1988 se tenant à Séoul. Elle remporte la médaille d'argent de l'épreuve individuelle et est sacrée championne olympique par équipe avec Kim Soo-nyung et Yun Young-sook.